# Eduíno Borges Garcia
Eduíno Borges Garcia (Vila Franca do Campo, 22 de fevereiro de 1922 — Lisboa, 7 de janeiro de 1979) foi um etnógrafo, arqueólogo, escritor e teórico literário português.

## Biografia
Oriundo de uma família de farmacêuticos, licenciou-se em farmácia pela Universidade do Porto, depois de ter iniciado o curso na Universidade de Coimbra. Frequentou depois o curso de história e tirou cursos de jornalismo, inglês e espanhol. Colaborou no semanário A Ilha, de Ponta Delgada, a partir de 1945. 
Influenciado pela corrente literária neorrealista, teorizou uma literatura açoriana de inspiração social através da série de quatro artigos, Por Uma Autêntica Literatura Açoriana, publicados em 1953, e que saíram no mesmo ano em opúsculo. Os seus artigos causaram um aceso debate e originaram uma campanha por uma "nova literatura" nas páginas do jornal, onde se destacou também Manuel Barbosa, e na qual participaram vários jovens da geração de Eduíno Borges Garcia, como Eduíno de Jesus, Pedro da Silveira e Fernando de Lima. No seu opúsculo assume uma posição anti-reacionária, contrária à literatura académica e falsamente regionalista da época, defendendo uma literatura em que o regional ascendesse ao universal, ou seja, em que as suas referências pudessem ser entendidas por leitores de todo o mundo, e contribuísse para transformações sociais e políticas.
Radicando-se no Continente a partir de 1953, dedicou-se com merecimento à arqueologia e etnografia. Legou a sua coleção arqueológica ao Museu Joaquim Manso, na Nazaré, e de cerâmica açoriana ao Museu de Olaria de Barcelos.
Fez algumas incursões literárias, dispersas pela imprensa ou inéditas, sendo publicado postumamente uma seleção de contos em Ilhéus, Portugas & os Outros (1995), com organização da sua viúva, Elisabete Rodrigues Garcia.
O seu nome foi atribuído a uma rua em Alcobaça e outra na Nazaré. 